# Эскориальский заговор
Эскориальский заговор (или Заговор в Эскориале/Эль-Эскориале, исп. Conspiración-proceso de El Escorial) был попыткой государственного переворота во главе с наследным принцем Фернандо, который произошёл в 1807 году, но был быстро раскрыт и привёл к расследованию, известному как эскориальский процесс.

## Исторический контекст
В начале девятнадцатого века Испания попала в политическую ловушку Первой французской империи и амбициозных планов экспансии Наполеона. В этой накалённой атмосфере в 1801 году король Испании Карл IV назначил своего фаворита Мануэля Годоя первым министром вместо его двоюродного брата Педро Севаллоса, который не доверял французам и выступал против них.
Наполеон Бонапарт, первый консул Франции, постоянно угрожал Испании войной за проведение Годоем якобы проанглийской политики (в действительности Годой был настроен профранцузски). В 1805 году Испания вышла из предыдущего международного альянса, подписав договор о взаимопомощи с недавно коронованным французским императором.

## Война и поражение
Этот договор вскоре привёл к участию Испании в войне Третьей коалиции, в которой испанские и французские войска противостояли португальцам и англичанам; её кульминацией была победа английского флота в Трафальгарском сражении. После этого поражения при дворе у Годоя возникло множество врагов, среди которых был сын Карла IV, Фердинанд, принц Астурийский и наследный принц Испании (позже король Фердинанд VII). Годой вёл себя открыто враждебно и не желал вступления на трон Фердинанда, который в свою очередь стремился свергнуть Годоя.
Не желая действовать самостоятельно, Фердинанд (по совету каноника Толедского собора Хуана Эскоикиса) решил обратиться напрямую к Наполеону. Поскольку в тот момент Фердинанд был неженат (его первая жена умерла) и бездетен, ему обязательно предстояло вступить в брак. Он задумал просить Наполеона руки одной из его родственниц, на выбор императора. Тем самым, по его расчёту, когда Наполеон придёт к власти в Испании и уберёт Карла, то своим наместником он назначит не Годоя, а Фердинанда. При посредничестве Эскоикиса Фердинанд связался с послом Франции в Испании маркизом де Богарне, зятем Жозефины Богарне. Тот выразил всяческую поддержку этому плану — возможно, потому, что увидел здесь свою собственную выгоду: у него уже была на примете подходящая особа. Посол не мог встретиться с принцем один на один — этому мешали сложный придворный этикет и многочисленные шпионы Годоя, — поэтому он попросил какое-либо доказательство полного согласия принца с предложенным планом. Однако, используя предварительно согласованные условные сигналы, во время одного из дворцовых приёмов Фердинанд подтвердил послу, что полностью одобряет план и что Эскоикис действует от его лица. После этого посол выразил готовность передать Наполеону письмо, написанное принцем. Такое письмо было им написано 11 октября 1807 года. В нём Фердинанд называл Наполеона героем, посланным провидением, дабы сохранить Европу от анархии, упрочить пошатнувшиеся троны и принести народам мир и процветание. Его отец, писал принц, был окружён злодеями и хитроумными самозванцами, отстранившими от него сына. Однако одного слова из Парижа должно быть достаточно, чтобы расстроить их зловещие планы и обратить внимание родителей принца на их страдающее дитя. Затем он излагал собственно свою просьбу.

## Разоблачение
Известие о письме через многочисленных шпионов быстро достигло Годоя, и он решил в полной мере воспользоваться ошибкой соперника. Вечером 27 октября Годой убедил короля устроить внезапный визит с вооружённой охраной в покои принца и обыскать его бумаги. Впрочем, ничего особо компрометирующего найдено не было — лишь два письма, в которых обличались действия Годоя, и шифр, который использовала покойная жена принца для написания писем своей матери. Никаких доказательств измены и заговора с целью убить или отстранить короля от власти найдено не было. Однако Годой убедил короля, что заговор имел место.
Когда Фердинанду предъявили обвинение, он тут же раскаялся, начал просить прощения, и сдал всех своих сообщников.
30 октября 1807 года король Карл IV опубликовал в «Gaceta de Madrid» королевский указ, объявляющий о причастности его сына к заговору с целью его свержения, а 5 ноября было опубликовано заявление о признании вины Фердинанда («Я очень сожалею об очень серьёзном преступлении, которое я совершил против моих родителей и короны»).
Карл IV написал письмо Наполеону, обвиняя французского посла в интригах и вовлечении принца в заговор. Император беззастенчиво отрекся от всего, притворился оскорблённым и закончил письмо испанскому послу во Франции следующим образом:
Если в Мадриде еще раз посмеют оскорбить моего посла и если объединённая армия немедленно не отправится в Португалию в соответствии с нашими соглашениями, я объявлю войну Испании, сам возглавлю армию, которая ее оккупирует, отзову своего посла и выгоню вас из Парижа…

## Процесс
После быстрого закрытого процесса все заговорщики были помилованы и оправданы, поскольку противники Годоя пользовались значительной общественной поддержкой, о чём свидетельствует Аранхуэсское восстание несколькими месяцами позже.

## Утверждение Фердинанда королём Испании
Несмотря на это происшествие, позже испанцы сплотились вокруг Фердинанда, который, будучи заключённым во тюрьму во Франции, стал национальным героем. 11 декабря 1813 года Наполеон восстановил его на испанском троне как Фердинанда VII. Его родители Карл и Мария Луиза, а также его жена Мария Жозефа Амалия Саксонская вместе с Годоем сначала уехали во Францию, а затем отправились в изгнание в Италию.